# Xã Stafford, Quận Roseau, Minnesota
Xã Stafford (tiếng Anh: Stafford Township) là một xã thuộc quận Roseau, tiểu bang Minnesota, Hoa Kỳ. Năm 2010, dân số của xã này là 284 người.